# I Threes
I Threes – jamajski zespół reggae składający się z trzech kobiet, będący supportem dla Bob Marley & The Wailers po odejściu Petera Tosha i Bunny Wailer. Członkami zespołu była żona Marleya – Rita oraz Judy Mowatt i Marcia Griffiths.